# Valentin von Schübler
Valentin Schübler, ab 1837 von Schübler, (* 11. September 1794 in Heilbronn; † 15. Mai 1862 in Stuttgart) war württembergischer Bergrat und Münzwardein.

## Leben
Er war der Sohn des Heilbronner Bürgermeisters Christian Ludwig Schübler, der nach dem Übergang der Reichsstadt Heilbronn an Württemberg über Ellwangen nach Stuttgart gekommen war, wo Valentin das Gymnasium abschloss. Anschließend trat er als Kadett in die reitende Gardebatterie in Ludwigsburg ein, wo er es bis zum Artillerieoffizier brachte. Ab 1818 studierte er an der Universität Tübingen, der Universität Göttingen und der Bergakademie Freiberg Mathematik, Physik, Chemie, Mineralogie, Kameralwissenschaft sowie Berg- und Hüttenkunde. Nach einer Studienreise zu Berg- und Hüttenwerken in Norddeutschland wurde Schübler 1822 Assessor beim königlichen Bergrat in Stuttgart. 1823 wurde er württembergischer Münzwardein, wodurch ihm die Kontrolle über die Herstellung aller württembergischen und über alle umlaufenden ausländischen Münzen oblag. 1832 wurde er zum wirklichen Bergrat ernannt und unternahm eine Studienreise nach England und Frankreich, die die Verhältnisse des dortigen Bergbaus und Hüttenwesens zum Inhalt hatte. 1837 war er der württembergische Vertreter bei der Münchner Münzkonvention und wurde für seine dortigen Verdienste von König Wilhelm I. von Württemberg mit dem Ritterkreuz des Ordens der Württembergischen Krone ausgezeichnet, welches mit dem persönlichen Adelsstand verbunden war.
Schübler hat vielfach zu Themen des Berg- und Hüttenwesens sowie zum Münzwesen und zu allgemeinen wirtschaftlichen Themen publiziert. In den 1850er Jahren unterbreitete er mehrfach Vorschläge für eine deutsche Münzverfassung und Münzeinigung. Seine Veröffentlichungen über den Verkehr mit Geld und Wertpapieren gelten als wegbereitend für den wirtschaftlichen Aufschwung Württembergs im 19. Jahrhundert.
Er war in erster Ehe ab 1828 mit Elisabeth Maria Keller (1805–1846) aus Göppingen verheiratet. Der Ehe entsprangen zwei Söhne und vier Töchter. In zweiter Ehe heiratete er 1848 in Nürtingen Thekla Auguste Walther (1806–1881).

## Schriften (Auswahl)
- Der Kampf der Eisenhüttenwerke mit Holzkohlenbetrieb gegen die Hüttenwerke mit Steinkohlebetrieb (1852).
- Die Schwankungen in den Preisen der edlen Metalle und der Wertpapiere und die Mittel zur Befestigung der Geldverhältnisse (1852).
- Die deutsche Münzeinigung (1854).
- Metall und Papier. Zur Lehre vom Gelde (1854).
- Metall- oder Zettel-Bank (1856).
- Freiheit des Bodens (1857).
- Geld und Kapital. Beitrag zu einer deutschen Bankordnung (1859).
- Über die Ergebnisse der Bohrarbeiten auf Steinkohle in Württemberg (1860).
- Die Holznot und die Mittel zu ihrer Beseitigung (1861).